# واق‌واق پای درخت اشتباه
واق‌واق پای درخت اشتباه (یا پای درخت بی‌ربط) (به انگلیسی: Barking up the wrong tree) یک اصطلاح انگلیسی است به معنی تأکید کردن روی موضوعی که بی‌ثمر و بدون نتیجه است، مثل سگی که منتظر شکار است و فکر می‌کند که شکار بالای درخت مخفی شده، اما پایین درخت بی‌ربط دیگری واق‌واق می‌کند که شکاری بالای آن نیست.

## تاریخچه
این اصطلاح در سدۀ ۱۹ میلادی در آمریکا و در زمان رایج شدن شکار راکون با استفاده از سگ شکاری مرسوم شد.

## معادل فارسی
در زبان فارسی چند اصطلاح و ضرب‌المثل وجود دارد که می‌تواند مشابه واق‌واق کردن پای درخت اشتباه باشد و احتمالاً یکی از مرتبط‌ترین آنها اصطلاح 'این قبری که سرش گریه می‌کنی مرده توش نیست' به معنی پوچ و بی‌ثمر بودن یک فعالیت و تلاش است، همان‌طور که گریستن بر مزاری که در آن مرده‌ای دفن نشده، بیهوده به نظر می‌رسد.